# Luisa Castellani
Luisa Castellani, all'anagrafe Luisa Castellani Ciocia, (Milano, 10 agosto 1959), è una cantante lirica italiana, principalmente attiva nel campo della musica vocale contemporanea
.

## Biografia
Si è diplomata in canto lirico presso il Conservatorio Giuseppe Verdi di Torino, sezione di Cuneo. Ha approfondito il repertorio lirico tradizionale con Gina Cigna e quello contemporaneo con Dorothy Dorow. Nel 1991 vince il Premio Gino Tani, venendo successivamente indicata da Luciano Berio come erede di Cathy Berberian. 
Già docente di canto presso il Conservatorio della Svizzera Italiana di Lugano, dal 2018 è stata nominata Professore della Scuola Universitaria di Musica dalla Scuola Universitaria Professionale della Svizzera Italiana. Riveste inoltre il ruolo di consulente per il canto dell'Associazione Europea dei Conservatori e Accademie di Musica e Musikhochschulen.
È stata diretta da Pierre Boulez, Peter Eötvös, Guido Maria Guida, Andrea Molino, Emilio Pomarico, Giuseppe Sinopoli, Luciano Berio e Alberto Zedda, affiancando partner come Andras Keller, Zoltán Kocsis, Bruno Canino, Irvine Arditti, Andrea Lucchesini, Massimiliano Damerini, Roberto Cominati e Antonio Ballista.
In teatri di livello internazionale, tra cui Teatro alla Scala di Milano, Mozarteum di Salisburgo e Kultur und Kongresszentrum Luzern si è esibita con orchestre ed ensemble quali Orchestra del Teatro alla Scala, Ensemble Klangforum Wien, ASKO Ensemble (Amsterdam), Orchestra sinfonica nazionale della RAI, Ensemble Contrechamps, RTV Slovenia Symphony Orchestra, Orquestra de Cambra Teatre Lliure (Barcellona), Staatskapelle Dresden, Orchestra e coro del Gran Teatro La Fenice di Venezia, Ensemble InterContemporain, Das Neue Ensemble (Hannover), Orquesta Sinfonica de Tenerife e Quintetto Bibiena.
Nel suo repertorio figurano opere dei principali compositori di musica contemporanea. Le sue numerose incisioni sono state pubblicate da case discografiche come Fonit Cetra, Stradivarius, Harmonia Mundi, Teldec, Deutsche Grammophon e Rai Trade.

## Discografia parziale
- 1989 – Zoltan Jeney, 12 Songs, Spaziosa calma, Cantos para todos, Luisa Castellani, voce, ASKO Ensemble, Peter Eötvös, direttore (LP - CD Hungaroton SLPX 12971 (LP))
- 1991 – Wolfgang Amadeus Mozart, An die Freude e gli altri Lieder, Luisa Castellani, soprano, Alberto Jona, baritono, Paolo Tarallo, pianoforte (CD CAP 512-CD SMC 912 2)
- 1991 – Giulio Castagnoli, Al Museo in volo e a zompi, Opera radiofonica, Luisa Castellani, mezzosoprano, Guido Maria Guida, Orchestra sinfonica e coro di Torino della RAI, direttore (CD Nuova Fonit-Cetra CDT 16 DDD) Menzione speciale al Prix Italia 1991.
- 1992 – Alberto Savinio, Les chants de la mi-mort, Album 1914 Luisa Castellani, soprano, Alberto Jona, baritono, Bruno Canino, pianoforte (CD Stradivarius STR 33309)
- 1993 – Franco Donatoni,  L'ultima sera su frammenti poetici di Fernando Pessoa, LuisaCastellani, mezzosoprano, Gruppo Musica Insieme di Cremona, Andrea Molino, direttore  (CD Stradivarius 33315)
- 1994 – Brian Ferneyhough, On stellar magnitudes, Luisa Castellani, mezzosoprano, Ensemble Contrechamps, Zsolt Nagy, dirigent (CD Accord 205772 - HSMOZ 12)
- 1994 – Henryck Gorecki, Sinfonia n.3 op. 36, Luisa Castellani, soprano, RTV Slovenian Symphony Orchestra, Anton Nanut, conductor (CD APC 101.040 - CD AUCL 10140)
- 1994 – Georg Philipp Telemann, Kantaten, Warum verstellst du die Gebaerden? TVWVI 1052, Luisa Castellani, soprano, Lauter Wonne lauter Freude TVWVI 1040, Luisa Castellani, soprano, Rita Peiretti, direttore al Cembalo (CD RUS 552049.2)
- 1994 – Luca Francesconi, Voci per soprano, violino e nastro magnetico, Luisa Castellani, soprano, Irvine Arditti, violino, Ballata del rovescio del mondo, radio film musicale, Michele Tadini, direttore (CD BMG 74321 405902) Vincitore del Prix Italia 1994.
- 1995 - Luciano Berio, Laborintus II, LuisaCastellani soprano, Ensemble Contrechamps, Giorgio Bernasconi, direttore (CD ERM 164-2)
- 1996 – Luis de Pablo, Dos poemas de Juan Larrea, Los fuegos, Surcar vemos, Glosa a un texto de Soledad Secunda,  Luisa Castellani, soprano, Orquestra de Cambra Teatre Lliure, Josep Pons, director (CD Harmonia Mundi HMC901568)
- 1996 - Luciano Berio, Folk Songs per voce e orchestra, Luisa Castellani, voce, Orchestra da Camera Italiana, Alberto Veronesi, direttore  (CD OCG 004)
- 1997 - Luciano Berio, Folk Songs per voce, flauto, clarinetto, 2 percussioni, arpa, viola, violoncello, Luisa Castellani, voce, Mauro Ceccanti, direttore (CD Arts Music GMBH 47376-2)
- 1997 – Luigi Dallapiccola, Tre poemi, Liriche greche, Cinque frammenti di Saffo, Due liriche di Anacreonte, Sex Carmina Alcoei, Quattro liriche di Antonio Machado, Luisa Castellani, soprano, Ensemble Contrechamps, Giorgio Bernasconi, direttore (CD Stradivarius STR 33462) Premio della critica italiana – XIXma edizione 1998
- 1997 – Stefano Gervasoni, Due poesie francesi di Ungaretti, Due poesie francesi di Rilke, Due poesie francesi di Beckett, Luisa Castellani, voce, Ensemble Contrechamps, Emilio Pomarico, conductor (CD Collection Radio France MFA 216016)
- 1997 - Arnold Schönberg,Pierrot Lunaire op.21, Luisa Castellani voce, Andrea Lucchesini pianoforte, Members of the Staatskapelle Dresden, Giuseppe Sinopoli, direttore (CD Teldec 93984-22901-2)
- 1998 – Sylvano Bussotti, The rara requiem, Luisa Castellani, mezzosoprano, Orchestra e coro del Teatro La Fenice, Arturo Tamayo, director (CD 1998- 2005 WWE 1CD 20221)
- 1998 - Luciano Berio, Sequenzas: Luisa Castellani soprano Sequenza III, Ensemble InterContemporain di Parigi (CD Deutsche Grammophon GMBH LC 0173)
- 2000 – Pierre Boulez, Le marteau sans Maître, Luisa Castellani, alto, Das Neue Ensemble, Peter Rundel, dirigent (CD Cordaria CACD 562) Premio della critica Neue Zeitung 2001
- 2000 – Giorgio Gaslini, Lieder Book, Luisa Castellani, voce, Massimiliano Damerini, pianoforte (CD Agora AG 244.1)
- 2002 – Maurice Ravel, Sheherazade, Luciano Berio,Folk Songs per soprano e orchestra, Luisa Castellani, soprano, Alberto Zedda, direttore, Orquesta Sinfonica de Tenerife  (CD Arquivio DE LA OST PR 5)
- 2006 – Matteo D’Amico, The entertainment of the senses, Cabaret musicale per voce e strumenti, Luisa Castellani, voce, Quintetto Bibiena, Roberto Cominati, pianoforte (CD CD di Musica Insieme) Menzione speciale al Prix Italia 2006
- 2006 – Ottorino Respighi, Il tramonto, Luisa Castellani, mezzosoprano, Quartetto di Lugano, (CD Mittenwald MTWD 99029)
- 2007 - Luciano Berio, Folk Songs, Luisa Castellani, soprano, Ensemble 900 e oltre, Antonio Ballista, direttore (CD RTQ OOO5 RAI Trade I concerti del Quirinale)